# Шахин, Леонардо
Леонардо Фарах Шахин (швед. Leonardo Farah Shahin; род. 10 августа 2003) — шведский футболист, нападающий клуба «Хеккен».

## Клубная карьера
Является воспитанником клуба «Уддевалла», в котором начал заниматься с шести лет. Прошёл путь от детских и юношеских команд до взрослой. 1 сентября 2018 года в возрасте 15 лет впервые вышел в составе основной команды на матч второго шведского дивизиона против «Стенунгсунда». Шахин появился на поле на 78-й минуте, но результативными действиями не отметился.
Перед сезоном 2019 года перешёл в академию «Хеккена», где стал выступать за юношеские команды. В 2020 году в юношеской лиге в 11 матчах Леонардо забил 21 мяч, чем обратил на себя внимание тренеров основной команды и был привлечён к тренировкам. 3 октября он впервые попал в заявку команды на матч чемпионата Швеции против «Фалькенберга». При счёте 3:0 в пользу «Хеккена» в конце встречи Шахин вошёл в игру, заменив Ахмеда Ясина. В начале 2021 года принимал участие в матчах группового этапа кубка Швеции против «Гаутиода» и «Хельсингборга». По итогам турнира «Хеккен» дошёл до финала. В решающей игре с «Хаммарбю», состоявшейся 30 мая, Шахин участия не принимал. Основное и дополнительное время встречи завершилось нулевой ничьей, а в серии послематчевых пенальти точнее оказался соперник.

## Достижения
Хеккен:
- Финалист кубка Швеции: 2020/21

## Клубная статистика
| Выступление      | Выступление      | Выступление      | Лига | Лига | Кубки | Кубки | Конт. кубки | Конт. кубки | Итого | Итого |
| Клуб             | Лига             | Сезон            | Игры | Голы | Игры  | Голы  | Игры        | Голы        | Игры  | Голы  |
| ---------------- | ---------------- | ---------------- | ---- | ---- | ----- | ----- | ----------- | ----------- | ----- | ----- |
| Уддевалла        | Дивизион 2       | 2018             | 1    | 0    | 0     | 0     | 0           | 0           | 1     | 0     |
| Уддевалла        | Итого            | Итого            | 1    | 0    | 0     | 0     | 0           | 0           | 1     | 0     |
| Хеккен           | Аллсвенскан      | 2020             | 1    | 0    | 0     | 0     | 0           | 0           | 1     | 0     |
| Хеккен           | Аллсвенскан      | 2021             | 0    | 0    | 2     | 0     | 0           | 0           | 2     | 0     |
| Хеккен           | Итого            | Итого            | 1    | 0    | 2     | 0     | 0           | 0           | 3     | 0     |
| Всего за карьеру | Всего за карьеру | Всего за карьеру | 2    | 0    | 2     | 0     | 0           | 0           | 4     | 0     |